# Tolbaños
Tolbaños és un municipi de la província d'Àvila, a la comunitat autònoma de Castella i Lleó. Limita amb Maello, San Esteban de los Patos, Velayos, Santo Domingo de las Posadas, Santa María del Cubillo i Àvila.

## Demografia
| 1991 | 1996 | 2001 | 2004 |
| ---- | ---- | ---- | ---- |
| 170  | 147  | 121  | 111  |